# Susanne Valerie Granzer
Susanne Valerie Granzer (* 1950 in Wien) ist eine österreichische Schauspielerin, Autorin, Filmemacherin und Performerin. Sie ist emeritierte Professorin für Rollengestaltung am Max Reinhardt Seminar der Universität für Musik und darstellende Kunst Wien.

## Leben
Nach der Ausbildung von 1968 bis 1971 am Max Reinhardt Seminar Wien folgen 17 Jahre als Schauspielerin am Theater in der Josefstadt, Burgtheater und Volkstheater Wien, Theater Basel, Düsseldorfer Schauspielhaus, Schauspiel Frankfurt, Schillertheater Berlin sowie Rollen in Film und Fernsehen. Parallel zu den Engagements am Theater studierte Susanne Valerie Granzer Philosophie an der Johann Wolfgang Goethe-Universität Frankfurt am Main und der Universität Wien. Sie promovierte 1995 bei Günther Pöltner an der Universität Wien.
Gemeinsam mit dem Philosophen Arno Böhler gründete sie 1996 die wiener kulturwerkstätte GRENZ_film, in deren Rahmen 5 DVD-Bücher Philosophie im Bild sowie Lecture-Performances im In- und Ausland entstanden sind. Seit 2005 ist Susanne Valerie Granzer in mehreren Wissenschaftsprojekten des FWF (Fonds zur Förderung der wissenschaftlichen Forschung) Ko-operationspartnerin: 2005–2007 Materialität und Zeitlichkeit performativer Sprechakte (P17600), 2010–2013 Korporale Performanz/Generating Bodies (TRP12-G21), 2014–2017 Artist-Philosophers. Philosophy as Arts-Based Research (AR 275-G21). Im Rahmen dieser Forschungsprojekte wurde das Forschungsfestival Philosophy On Stage entwickelt. Granzer war an dem Forschungszentrum BASE in Indien beteiligt. Dort leitete sie gemeinsam mit Arno Böhler das Forschungsprogramm "Arts-based-Philosophy". Kooperationspartner war neben anderen die Universität Wien.

## Publikationen (Auswahl)
Monographien:
- Schauspieler außer sich. Exponiertheit und performative Kunst. Transcript Verlag, Bielefeld 2011 (2. Auflage) ISBN 978-3-8376-1676-7.
- mit Doris Ingrisch: Kunst_Wissenschaft. Don’t Mind the Gap! Transcript Verlag, Bielefeld 2014, ISBN 978-3-8376-2798-5.

Anthologien:
- mit Ekkehard Blattmann, Simone Hauke, Rolf Kühn (Hrsg.): Sprache und Pathos. Zur Affektwirklichkeit als Grund des Wortes. Carl Alber Verlag, Freiburg/München 2001, ISBN 3-495-48019-6.
- mit Arno Böhler (Hrsg.): Ereignis Denken. Passagen Verlag, Wien 2009, ISBN 978-3-85165-894-1.
- mit Arno Böhler, Krassimira Kruschkova (Hrsg.): Wissen wir, was ein Körper vermag? Rhizomatische Körper in Religion, Kunst, Philosophie. Transcript Verlag, Bielefeld 2014, ISBN 978-3-8376-2687-2.

DVD:
- Philosophie im Bild (4 DVD-Bücher), Passagen Verlag Wien 2005 ISBN 3-85165-649-0; ISBN 3-85165-650-4; ISBN 3-85165-651-2; ISBN 3-85165-652-0.

Artikel:
- SprachSpiele: Pathos und Sprache in der Erfahrung des Schauspielers auf der Bühne. In: Ekkehard Blattmann, Simone Hauke, Rolf Kühn (Hrsg.): Sprache und Pathos. Zur Affektwirklichkeit als Grund des Wortes. Carl Alber Verlag, 2001, ISBN 3-495-48019-6, S. 235–249.
- ABC. Zäsuren der Kindheit. in: Stefan Nowotny, Michael Staudigl (Hrsg.): Perspektiven des Lebensbegriffs. Randgänge der Phänomenologie. Georg Olms Verlag, Hildesheim/Zürich/New York 2005, S. 183–197, ISBN 3-487-12769-5.
- Absenz. Erfahrungen der Abwesenheit. in: Rolf Kühn und Karl H.Witte (Hrsg.): psycho–logic II. Existenz und Gefühl. Karl Alber Verlag, Freiburg 2007, ISBN 978-3-495-45902-7.
- mit Arno Böhler: Übersetzungen. Nietzsche’s Greatest Hits. In: Anton Bierl, Gerald Siegmund, Christoph Meneghetti, Clemens Schuster (Hrsg.): Theater des Fragments. Performative Strategien im Theater zwischen Antike und Postmoderne. Transcript Verlag, Bielefeld 2009, ISBN 978-3-89942-999-2, S. 271–289.
- Being On Stage. in: Arno Böhler, Susanne Granzer (Hrsg.): Ereignis Denken, Passagen Verlag, Wien 2009, ISBN 978-3-85165-894-1.
- Cutting Costumes. in: Gerda Buxbaum (Ed): FASHION IN CONTEXT. Wien 2009, ISBN 978-3-211-78924-7.
- Die Güte der Frauen. Gender-Pirouetten. in: Screenings, Wissen und Geschlecht in Musik, Theater, Film. Böhlau Verlag, Wien Köln Weimar 2010, ISBN 978-3-205-78520-0, S. 111–128.
- Was im Spielen alles verschenkt wird. in: Johannes Bilstein (Hrsg.): Die Künste als Metaphern. Athena Verlag, Oberhausen 2011, ISBN 978-3-89896-457-9, S. 131–144.
- Bis zum Äußersten. in: Das Burgtheater Magazin. Nr. 10, Mai/Juni 2011.
- Die Rolle der Intuition oder/or Alice Meets Bob. Symposium der österreichischen Forschungsgemeinschaft: Wissenschaft und Kunst. Exemplarische Positionen (online).
- Ritual und Zeremonie der Schauspieler. in: Tagungsband 3. Moyländer Diskurse Rituale in der Kunst. athena Verlag, 2011, ISBN 978-3-89896-452-4, S. 53–62.
- Akteurinnen und Akteure im Gespräch. in: Doris Ingrisch: Wissenschaft, Kunst und Gender. Denkräume in Bewegung. Transcript Verlag, Bielefeld 2012, ISBN 978-3-8376-2197-6, S. 63–99.
- In: Arno Böhler, Christian Herzog, Alice Pechriggl (Hrsg.): Korporale Performanz. Zur bedeutungsgenerierenden Dimension der Leiblichkeit. Transcript Verlag, Bielefeld 2013, ISBN 978-3-8376-2477-9.
  - Poröse Körper. S. 243–250.
  - mit Arno Böhler: Corpus delicti. Denken ein Ort des Verbrechens. S. 251–267.
- Hybrides Begehren. Passagen zwischen Theater und Philosophie. In: Werner Hasitschka (Hrsg.): Performing Translation. Schnittstellen zwischen Kunst, Pädagogik und Wissenschaft. Löcker, Wien 2014, ISBN 978-3-85409-743-3, S. 172–188.
- Ästhetik als Ethik, Schauspieler hautnah. in: Violetta Waibel (Hrsg.): Es gibt Kunstwerke – wie sind sie möglich? Wiener Moderne bis Wien heute. Fink Verlag, Paderborn 2014, ISBN 978-3-7705-5780-6, S. 151–168.
- mit Arno Böhler: See what you hear. Staging philosophy. In: Arno Böhler, Susanne Valerie, Krassimira Kruschkova (Hrsg.): Wissen wir, was ein Körper vermag? Rhizomatische Körper in Religion, Kunst, Philosophie. Transcript Verlag, Bielefeld 2014, ISBN 978-3-8376-2687-2, S. 149–159. (Auch in Tschechisch erschienen, in: Alice Koubova (Hrsg.): Philosophie im Experiment. Filozofia, Bratislava 2013, S. 441–447. ISSN 0046-385X).
- mit Arno Böhler: Falling Prey to Sleep. In: Arno Böhler, Walter Heun, Krassimira Kruschkova, Lejla Mehanovic, Sandra Noeth (Hrsg.): SCORES #6 On Addressing 2014.

## Filmografie (Auswahl)
- 1972: Tatort: Die Samtfalle
- 1973: Kain
- 1978: Die Anstalt
- 1983: Der Kunstfehler
- 1991: Die Strauß-Dynastie